# Christina Schütze
Christina Schütze (Düsseldorf, 25 de octubre de 1983) es una exjugadora alemana de hockey sobre césped.

## Trayectoria
Schütze debutó con la selección alemana en el año 2004. Participó en los Juegos Olímpicos de Pekín 2008 y en los Juegos Olímpicos de Londres 2012. En su primera participación olímpica llegó hasta las semifinales del torneo, pero perdió ante China. En el partido por la medalla de bronce, perdió contra Argentina por 3 a 1.